# Іван Скоропадський
Іва́н Ілліч Скоропа́дський (1646 — 3 липня 1722) — український військовий, політичний і державний діяч, гетьман Війська Запорозького, голова козацької держави в Лівобережній Україні (1708—1722). Представник козацького роду Скоропадських. Старший син Іллі Скоропадського. Генеральний бунчужний (1698—1699), генеральний осавул (1701—1706), стародубський полковник (1706—1708). Гетьман Глухівського періоду в історії України. Після переходу Мазепи на бік шведів, призначений головою Гетьманщини з волі московського царя Петра І. Безуспішно намагався протистояти московським планам ліквідації козацької автономії.

## Біографія

### Старшина
Родом з Умані. Навчався у Києво-Могилянській академії.
У 1674 році, після зруйнування Умані, Іван Скоропадський переселився на Лівобережну Україну, де був військовим канцеляристом у гетьмана Івана Самойловича (1675—1676), чернігівським полковим писарем (1681—1694); 1698 р. генеральним бунчужним, а 1701 р. другим генеральним осавулом. Розумна й тактовна людина, Скоропадський не раз виконував важливі дипломатичні місії гетьмана Івана Самойловича (до Московії 1675 р. і 1676 р., до Кримського ханства 1681 р.) й Івана Мазепи (до Речі Посполитої 1690 р., до Московії 1693 р. і 1696 р., до Січі 1703 р.).

### Гетьман
Скоропадський належав до тієї групи вищої старшини, що цілком підтримувала Гетьмана Івана Мазепу, з яким він був пов'язаний і особистою приязню. 1706 р. гетьман Іван Мазепа призначив Скоропадського на уряд полковника Стародубського, особливо важливий в обставинах Північної війни й союзу України зі Швецією; було відомо, що він готував Скоропадського на свого наступника. 1708 року Іван Мазепа, вже зі шведського табору, писав Скоропадському, щоб він старався: «московське військо зі Стародуба іскоренити». Цей лист був перехоплений московитами, й Скоропадський фактично був заарештований у московському таборі. Не мавши іншого кандидата (Данило Апостол, хоч і ворог Мазепи, пішов з ним до шведів, а Павло Полуботок не користався довірою Петра І), Петро Романов погодився на кандидатуру Скоропадського, який і був формально обраний на гетьмана у Глухові 6 листопада 1708 р. Але Петро І повністю ніколи не довіряв Скоропадському, приховував від нього військові плани, відмовився затвердити пропоновані Скоропадським пункти нової угоди України з Москвою (Решетилівські статті 1709) й затримав (до 1710), видачу йому інсталяційної грамоти на гетьманський уряд.
Полтавська перемога Московії розв'язала руки Петрові І щодо України. Країна, спустошена війною, епідемією чуми, стала територією московської військової окупації. Московське царство не тільки тримала тут постійно своє військо (десять драгунських полків), коштом місцевого населення, але щораз більше втручалася у внутрішні справи України, які перед тим належали до компетенції гетьманського уряду. Козацьке військо було передане під командування московських генералів, а гетьманська артилерія, насамперед із Коропа, була вивезена до Московського царства. У Глухові, куди була перенесена столиця Гетьманщини (1709), московський резидент (спершу А. Ізмайлов, а потім Вініус і Ф. Протасьев) наглядав за діяльністю гетьмана, який мусив радитися з ним у всіх справах. Романов не тільки залишив за собою виключне право призначати генеральську старшину й полковників (а іноді навіть і сотників), але й наставляв на ці уряди іноземців та навіть іновірців: росіян, молдован, сербів, поляків.

### Згін населення з Правобережної України в Лівобережну
З огляду на підписання Прутського миру та у зв'язку з підтримкою правобережним українським населенням Пилипа Орлика під час його походу на Україну на початку 1711 р., вже у вересні того ж року Петро І видав указ, який зобов'язував козацьких полковників «Задніпровської України» зі своїми полками перейти в «Малу Росію».
За проханням генерала Шереметєва, наприкінці грудня 1711 — на початку січня 1712 року Іван Скоропадський видав декілька універсалів про переведення на Лівобережжя жителів Правобережної України, у яких закликав мешканців переселятися під загрозою знищення їх майна та помешкань московськими військами.

### Обмеження гетьманської влади

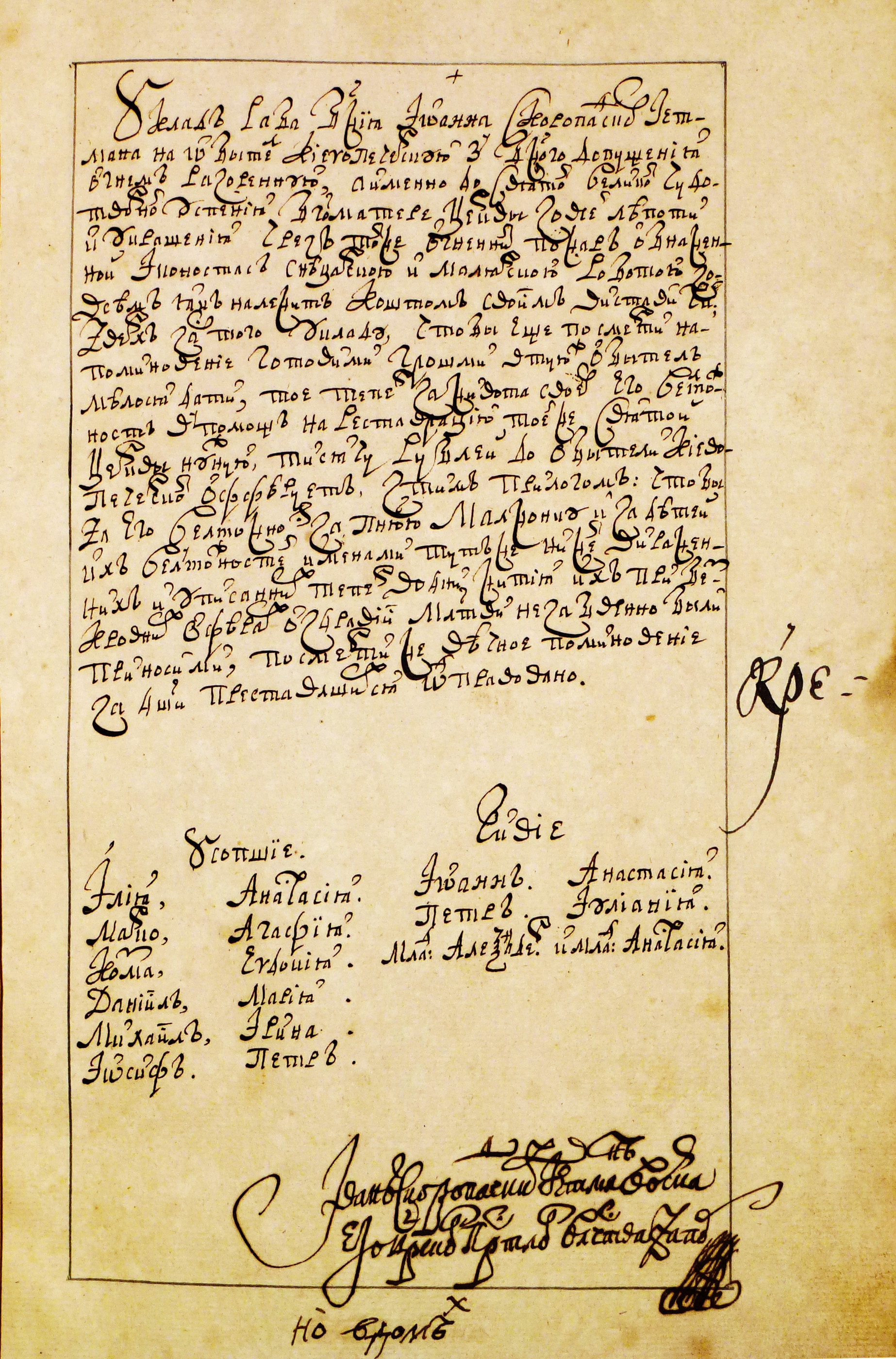
Запис 1721 р. про вклад гетьмана Івана Скоропадського, з його особистим підписом, на відновлення пошкодженого пожежею в 1718 р. Успенського собору Києво-Печерської лаври.

Незважаючи на співпрацю лівобережного гетьмана, московський цар, так само як і під час Полтавської битви, не довіряв Скоропадському, підозрюючи, що той може об'єднатися з Пилипом Орликом. Саме тому до місць дислокації основних сил лівобережного козацького війська у Гадячі, Сорочинцях, Золотоноші та Чигирині були введені московські підрозділи.
Терор супроти мазепинців та їхніх родин, депортованих у Сибір, конфіскація їх маєтків і нахабна роздача награбованого московським вельможам, створення в Україні величезних латифундій Олександра Меншикова, чужих достойників й обмеження права земельних надань гетьмана, численні й чимраз більші мобілізації козаків і посполитих на важкі будови військових укріплень, каналів (Ладога, Волга-Дон) і нової московської столиці Петербургу — все це буквально паралізувало діяльність українського уряду.
1722 року Петро І утворив Малоросійську колегію, яка значно обмежувала владу гетьмана й права українського уряду. Колегія складалася з президента та шести штабних офіцерів російських військ, які перебували в Україні. Економічна політика Московського царства в Україні по 1709 р. набирає виразно колоніального характеру: обмежуються або й забороняються торгові відносини Гетьманщини з Західною Європою, чорноморськими країнами й Запоріжжям, гальмується розвиток української промисловості (зокрема гутницької й салітряної); економічне і фінансове життя Гетьманщини піддається під монопольний контроль московського уряду й купецтва. Чималих утисків зазнає також культурне і церковне життя (зокрема заборона українського друку 1720 р.). Все це погіршувало політичну й моральну атмосферу країни, тероризувало українську людність, сприяло численним доносам на гетьмана та його уряд, кінець-кінцем дезорганізувало українське національне й громадське життя.

## Підсумок
У важких умовах свого часу Скоропадський робив усе, що міг, аби боронити права української держави та інтереси її населення. Скоропадський коректно ставився до свого попередника і навіть у своїх універсалах уникав офіційної російської термінології щодо «зрадника» Івана Мазепи (вважав її блюзнірською). Натомість називав його звичайним «бувшим гетьманом» або «нашим антецесором». Скоропадський протестував проти московських утисків, загарбань і здирств (навіть всесильного Олександра Меншикова), був проти утворення Малоросійської колегії. Звичайно, всі ці заходи Скоропадського не могли вплинути на Петра І, який, всупереч своїм урочистим обіцянкам зберігати автономні права України, у критичний момент переходу Мазепи на бік Швеції вирішив ліквідувати гетьманський устрій.
У колах української мазепинської еміграції ім'я і пам'ять Скоропадського завжди залишалися чистими (екзильний гетьман Пилип Орлик згадував у своєму «Діяріюші» його як свого «великого й любого приятеля»). Іван Скоропадський помер 3 липня 1722 р. і був похований у Гамаліївському монастирі.
Гетьман Іван Скоропадський, як і його попередник Іван Мазепа, відзначився благодійництвом. Так, зокрема він започаткував спорудження Гамаліївського монастиря, а в Стародубі на кошти Івана Ілліча зведена церква Предтечі. Турбувався гетьман і про розвиток чернігівського Єлецького монастиря. Був також і великим шанувальником мистецтва. Так, після великої пожежі 1718 року дуже постраждала Києво-Печерська лавра. Іван Скоропадський опікується створенням нових розписів Успенського собору. У чернігівській друкарні (вона знаходилась в Троїцько-Іллінському монастирі) на початку XVIII ст. були видані книги Іоанна Максимовича, зокрема «Молитва Отче Наш на седьм богомыслий расположения» та «Краткое поучение о 7 сакраментах или тайнах церкви». Унікальні книги мали родовий герб Скоропадського і робилися на його замовлення.

## Вшанування пам'яті

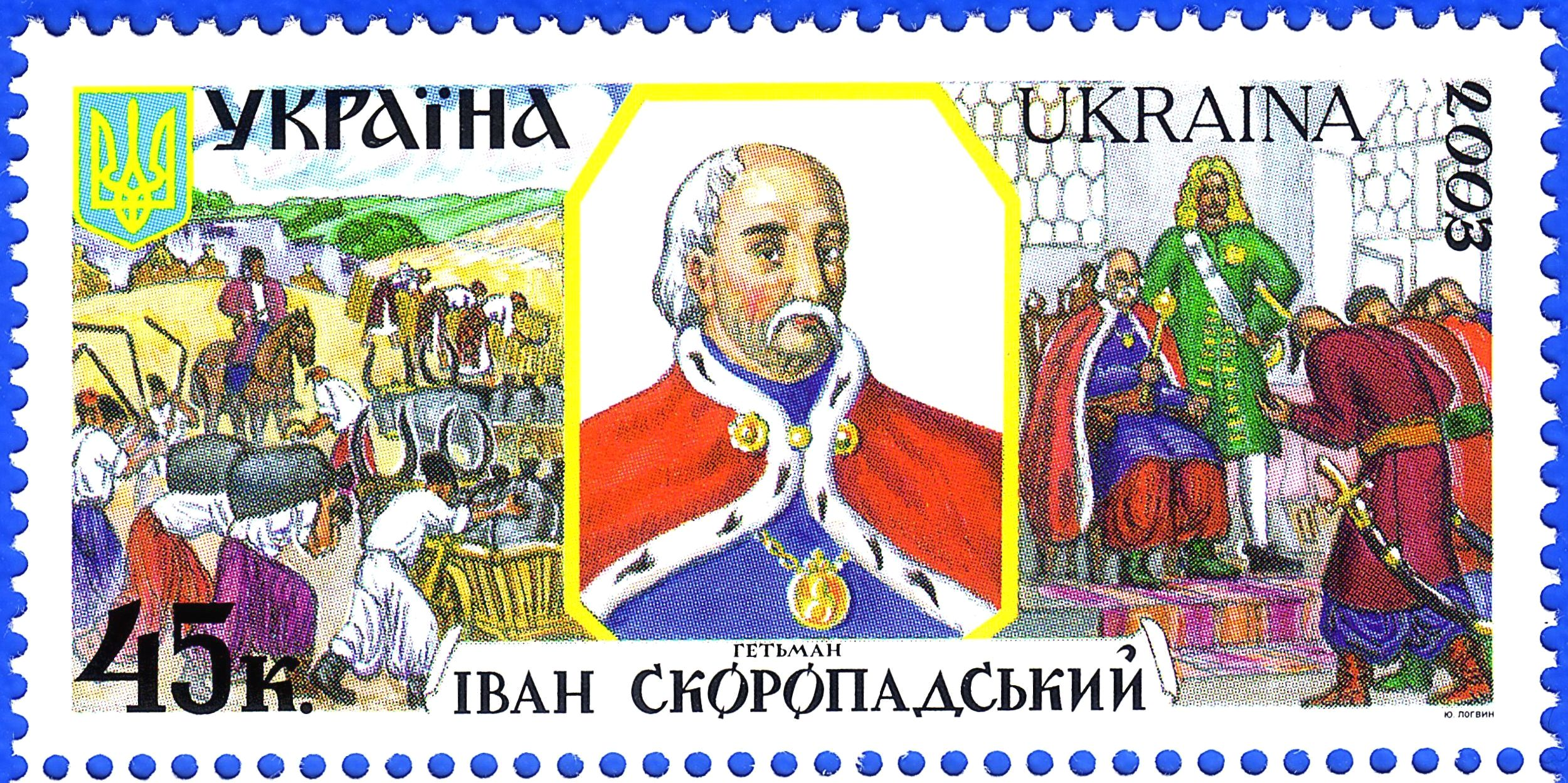
Поштова марка України, 2003 рік

- з 2015 року в Конотопі існує вулиця Івана Скоропадського[6];
- з 2015 року у Прилуках з'явилася вулиця Івана Скоропадського[7].

## Сім'я
- дружина (від 1675 р.): Пелагія Каленикович (бл. 1660—1699) — донька чернігівського полкового обозного Никифора Калениковича, що доводився двоюрідним братом (по матері) гетьману Богданові Хмельницькому;
- донька: Ірина Скоропадська (1679—1744);

+ Семен Лизогуб, бунчуковий товариш;
- дружина (від 1700 р.): Анастасія Маркович, донька прилуцького орендаря, єврейського вихреста Марка Аврамовича;
- донька: Уляна Скоропадська (9 березня 1703 — 13 березня 1733);

+ Петро Толстой, ніжинський полковник, перший росіянин на українському полковницькому уряді.